# Келнерсвил (Висконсин)
Келнерсвил (енгл. Kellnersville) град је у америчкој савезној држави Висконсин.

## Демографија
По попису из 2010. године број становника је 332, што је 42 (-11,2%) становника мање него 2000. године.
| Група             | 2000.       | 2010.       |
| Белци             | 369 (98,7%) | 331 (99,7%) |
| Афроамериканци    | 0 (0,0%)    | 0 (0,0%)    |
| Азијати           | 0 (0,0%)    | 0 (0,0%)    |
| Хиспаноамериканци | 0 (0,0%)    | 0 (0,0%)    |
| Укупно            | 374         | 332         |